# آيت حسان الشمالية (أولاد علي يوسف)
أيت حسان  جماعة أولاد علي يوسف الاطلس المتوسط الشرقي المغرب هي إحدى مشيخات المملكة المغربية، تتبع جغرافيا لإقليم بولمان وإداريًا لأولاد علي يوسف. يقدر عدد سكانها بـ 1718 نسمة حسب الإحصاء الرسمي للسكان والسكنى لسنة 2004.